# Autódromo Potosino
O Autódromo Potosino é um autódromo localizado em San Luis Potosí, no México, o circuito é no formato oval com 0,8 km (0,5 milhas) com 9 graus de inclinação nas curvas e 7 graus de inclinação nas retas.
Foi inaugurado em 1983 com um circuito misto de 1,24 km de extensão, depois de vários anos em desuso em 2005 foi reformado para o atual formato oval, é utilizado pela NASCAR Mexico Series.